# Raków (przystanek kolejowy)
Raków (ukr. Раків, ros. Ракив) – przystanek kolejowy w miejscowości Raków, w rejonie kałuskim, w obwodzie iwanofrankiwskim, na Ukrainie. Położony jest na linii dawnej Galicyjskiej Kolei Transwersalnej.